# Кастелаун
Кастелаун (њем. Kastellaun) град је у њемачкој савезној држави Рајна-Палатинат. Једно је од 134 општинска средишта округа Рајн-Хунсрик. Према процјени из 2010. у граду је живјело 5.174 становника. Посједује регионалну шифру (AGS) 7140064.

## Географски и демографски подаци
Кастелаун се налази у савезној држави Рајна-Палатинат у округу Рајн-Хунсрик. Град се налази на надморској висини од 430 метара. Површина општине износи 8,5 km². У самом граду је, према процјени из 2010. године, живјело 5.174 становника. Просјечна густина становништва износи 611 становника/km².

## Међународна сарадња
| Мјесто | Држава    | Врста сарадње | Од    |
| ------ | --------- | ------------- | ----- |
|        | Француска | партнерство   | 1994. |
|        | Француска | партнерство   | 1994. |
| Извор  |           |               |       |